# Pseudagrion bicoerulans
Pseudagrion bicoerulans là một loài chuồn chuồn kim thuộc họ Coenagrionidae. Loài này có ở Kenya, Tanzania, và Uganda. Môi trường sống tự nhiên của chúng là vùng núi ẩm nhiệt đới hoặc cận nhiệt đới, đồng cỏ nhiệt đới hoặc cận nhiệt đới vùng đất cao, và sông ngòi. Chúng hiện đang bị đe dọa vì mất nơi sống.